# Hasta la Vista (canción de Ruslan Alekhno)
«Hasta la Vista» es una canción en inglés (aunque el título está en español y se ha grabado una versión en ruso) interpretada por el cantante bielorruso Ruslán Aliajno. Fue la representación bielorrusa en el Festival de la Canción de Eurovisión 2008. La canción fue compuesta originalmente como una canción en dance-pop, pero fue retocada para el concurso a un estilo pop-rock más similar a la representación bielorrusa en el Festival de Eurovisión 2007, «Work Your Magic».